# Elezioni parlamentari in Islanda del 2003
Le elezioni parlamentari in Islanda del 2003 si tennero il 10 maggio per il rinnovo dell'Althing. In seguito all'esito elettorale, Davíð Oddsson, espressione del Partito dell'Indipendenza, fu confermato Primo ministro; nel 2004 fu sostituito da Halldór Ásgrímsson, esponente del Partito Progressista, cui seguì nel 2006 Geir Haarde, esponente del Partito dell'Indipendenza.

## Risultati
| Liste                      | Voti    | %     | Seggi |
| -------------------------- | ------- | ----- | ----- |
| Partito dell'Indipendenza  | 61 701  | 33,68 | 22    |
| Alleanza Socialdemocratica | 56 700  | 30,95 | 20    |
| Partito Progressista       | 32 484  | 17,73 | 12    |
| Sinistra - Movimento Verde | 16 129  | 8,81  | 5     |
| Partito Liberale           | 13 523  | 7,38  | 4     |
| Forza Nuova                | 1 791   | 0,98  | –     |
| Altri                      | 844     | 0,46  | –     |
| Totale                     | 183 172 | 100   | 63    |